# Edoardo Weiss

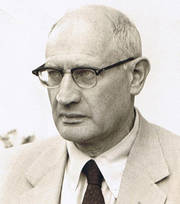
Edoardo Hebel-Weiss (Archivio storico della psicologia italiana, Università degli studi di Milano-Bicocca)

Edoardo Hebel-Weiss (21. September 1889 in Triest, Österreich-Ungarn; 14. Dezember 1970 in Chicago) war der erste italienische Psychoanalytiker und der Begründer der Psychoanalyse in Italien. Seine wichtigsten theoretischen Beiträge waren vielleicht die Entwicklung der Ego-State-Theorie.

## Leben und Wirken
Edoardo Weiss wurde in Triest als Sohn jüdischer Eltern geboren, sein Vater Ignazio Hebel-Weiss (1859–1936), stammte aus Böhmen und war Besitzer einer Ölmühle, seine Mutter, Fortuna Iacchia (1867–1940), war sephardischer Herkunft. Edoardo Weiss hatte drei Brüder und fünf Schwestern. Edoardo war das dritte Kind nach der ältesten Schwester und einem älteren Bruder.
Als junger Mann zog er nach Wien, der Hauptstadt der österreichisch-ungarischen Monarchie, um Medizin und insbesondere Psychiatrie zu studieren. Während seines Studiums hörte Weiss Vorlesungen bekannter Professoren, wie den Bayern Theodor Escherich, Entdecker von Escherichia coli, aber auch Professor Julius Wagner-Jauregg, der einzige Nobelpreisträger für Psychiatrie. Im Hörsaal an der Universität lernte er seine zukünftige Frau Vanda Shrenger (1892–1968) kennen. Sie war eine Kroatin, aus Pakrac, jüdischen Glaubens, die als erste Kinderärztin mit einer psychoanalytischen Ausbildung praktizierte und aktiv zur Entstehung der psychoanalytischen Bewegung in Italien beitrug. Während ihrer Studienzeit besuchten Edoardo und Vanda gemeinsam den Unterricht von Sigmund Freud an der Wiener Universität.
Am 7. Oktober 1908 kam es im Arbeitszimmer in der Berggasse 19 zu einer persönlichen Begegnung mit Sigmund Freud, der ihm vorschlug, mit Paul Federn, einem seiner ersten Schüler, in eine Lehranalyse einzutreten. Die Analyse begann im März 1909 und dauerte bei sechs wöchentlichen Sitzungen etwa eineinhalb Jahre; dann für weitere 2–3 Monate mit drei Sitzungen pro Woche fortgesetzt
1913, im Jahr vor seinem Abschluss, trat Weiss in die Wiener Psychoanalytische Gesellschaft ein und begann seinen Beruf als Psychiater auszuüben. Seine Promotion zum doctor medicinae erfolgte im Jahre 1914.

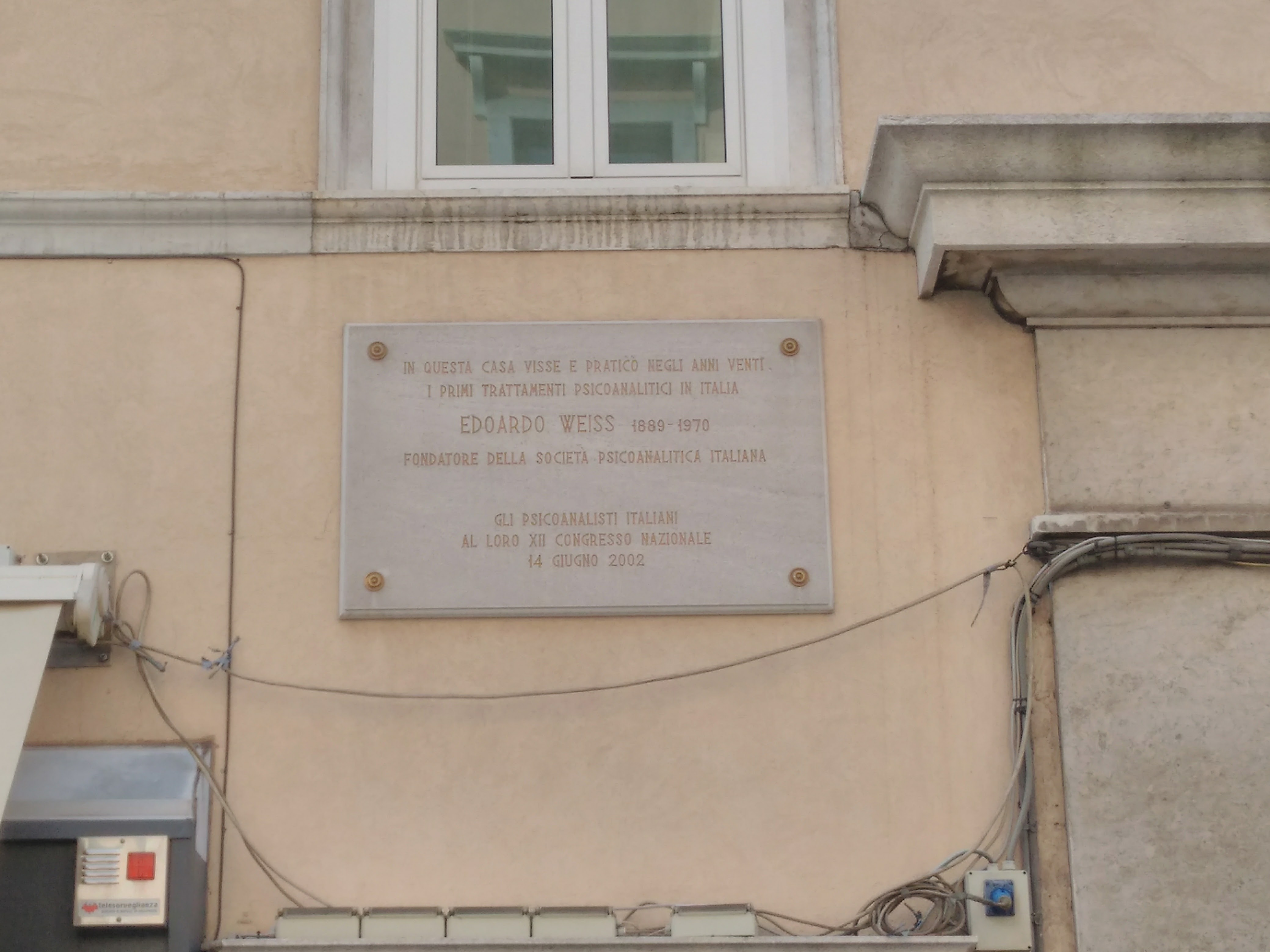
Gedenktafel zu Ehren von Edoardo Weiss in Triest, Italien

Weiss’ erster Artikel befasste sich mit der Psychodynamik von Asthmaanfällen und wurde 1922 veröffentlicht, und in den nächsten zwei Jahrzehnten folgten sieben weitere zu Themen, die vom Agieren bis zur Angst vor dem Erröten reichten. Wenig bekannt ist, dass er 1925 als erster Psychoanalytiker den Begriff der Projektiven Identifizierung verwendete. Die Ausarbeitung des Konzepts geht dann aber auf Melanie Klein zurück.
Während des Ersten Weltkriegs heiratete Weiss und war zunächst Soldat in Russland, um dann seinen weiteren Dienst als Militärarzt in der k.u.k. Armee abzuleisten. Nach dem Krieg kehrte er nach Triest zurück, wo er im Psychiatrischen Landeskrankenhaus im Parco di San Giovanni (gegründet 1908) arbeitete und als Psychoanalytiker praktizierte.
Ein berühmter Patient aus dieser Zeit war der Dichter Umberto Saba.
Die Stelle im Psychiatrischen Landeskrankenhaus gab er 1929 auf, nachdem er die Italianisierung seines deutschen Familiennamens abgelehnt hatte. Auch dem für den öffentlichen Dienst notwendigen Beitritt zur Faschistischen Partei war er nicht nachgekommen.
Im Jahre 1931 zog Weiss aus beruflichen Gründen nach Rom, um im Jahr darauf die Italienische Psychoanalytische Gesellschaft (italienisch Società Psicoanalitica Italiana (SPI)) mit zu begründen.
Im Jahre 1929 nahm Alessandra Tomasi di Lampedusa Verbindung zu Edoardo Weiss auf und wurde 1936 ordentliches Mitglied der Società Psicoanalitica Italiana (SPI).
Weitere wichtige Mitwirkende wurden dann auch nach dem Zweiten Weltkrieg noch Cesare Musatti, Nicola Perrotti und Emilio Servadio.
Weiss war ein Schüler von Paul Federn. Federn hatte die Vorstellung und ein Konzept der Ich-Zustände entwickelt, das er aus der Behandlung von Patienten mit psychotischen Symptomen ableitete. Sie wiesen Entfremdungsgefühle sich selbst gegenüber (Depersonalisationen) und der Umgebung gegenüber (Derealisationen) auf. Federn folgerte, dass das Ich des Menschen grundlegend nicht aus einer einheitlichen Struktur, sondern aus verschiedenen Schichten von Ich-Zuständen zusammengesetzt ist. Doch weder Federn noch sein Schüler Edoardo Weiss entwickelten das Konzept für die nicht-psychotischen Patienten weiter.
Nach der Bekanntgabe der Italienischen Rassengesetze im Jahre 1938 emigrierte Weiss mit seiner Familie 1939 in die Vereinigten Staaten von Amerika, wo er zunächst an der Menninger Klinik in Topeka (Kansas) praktizierte und später mit Franz Alexander in Chicago arbeitete. Von 1951 bis 1961 war Weiss Gastprofessor in der Psychiatrieabteilung der Marquette University.
1950 veröffentlichte er seinen Gesamtüberblick Principles of Psychoanalysis, 1964 Agoraphobie im Lichte der Ich-Psychologie.
Weiss hatte zwei Söhne, Emilio Weiss aus Chevy Chase, Md., und Guido Weiss aus St. Louis, sowie einen Bruder, Ottocaro (1896–1971) aus New York, ferner drei Schwestern.

## Schriften (Auswahl)
- zusammen mit Oliver Spurgeon English: Psychosomatic medicine: the clinical application of phsychopathology to general medical problems. W. B. Saunders, Philadelphia / London 1943.
- Principles of Psychodynamics. New York 1950.
- Paul Federn's Scientific Contributions. In: Commemoration, International Journal of Psycho-analysis. 1951, S. 283–290.
- The Structure and Dynamics of the Human Mind. Grune & Stratton, New York 1960.
- Agoraphobia in the Light of Ego Psychology. Grune & Stratton, New York 1964.